# Walter Boller
Walter Stefan Boller (* 20. Mai 1951 in Küssaberg-Reckingen) ist ein ehemaliger deutscher Hochspringer.
1974 wurde er Achter bei den Leichtathletik-Halleneuropameisterschaften in Göteborg und scheiterte bei den Leichtathletik-Europameisterschaften in der Qualifikation.
1976 gewann er Bronze bei den Halleneuropameisterschaften in München und schied bei den Olympischen Spielen in Montreal in der Vorrunde aus.
1974, 1975 und 1976 wurde er Deutscher Meister sowohl im Freien wie auch in der Halle, 1973 Vizemeister im Freien.
Seine persönliche Bestleistung von 2,21 m stellte er am 29. Mai 1976 in München auf.
Walter Boller startete für den USC Mainz. Seine Ehe mit der Sprinterin Annegret Kroniger wurde geschieden.